# Microgobius crocatus
Microgobius crocatus är en fiskart som beskrevs av Birdsong, 1968. Microgobius crocatus ingår i släktet Microgobius och familjen smörbultsfiskar. IUCN kategoriserar arten globalt som livskraftig. Inga underarter finns listade i Catalogue of Life.